# Вукан Диневски
Вукан Диневски (на македонска литературна норма: Вукан Диневски) е актьор от Социалистическа република Македония.

## Биография
Роден е на 22 април 1927 г. в Гостивар. Първоначално завършва Държавната средна театрална школа, а след това и Философския факултет на Скопския университет. По-късно завършва и театрална академия в Загреб. В два периода от 1952 до 1964 и от 1964 до 1973 играе на сцената на Македонския народен театър. От 1964 до 1966 е в Драматичния театър в Скопие. Бил е професор във Факултета по драматични изкуства на Скопския университет. Умира на 27 септември 2006 година в Скопие.

## Филмография
- „Мис Стоун“ (1958)
- „До победата и след нея“ (1966)
- „Македонска кървава сватба“ (1967)
- „Републиката в пламък“ (1969)
- „Цената на града“ (1970)
- „Жажда“ (1971)
- „Македонският дял от пъкъла“ (1971)
- „Църно семе“ (1971)
- „Възел“ (1985)